# Sascha Opel
Sascha Opel (* 15. September 1972 in Kulmbach) ist ein deutscher Investor und ehemaliger Börsenjournalist. Er war der zweite Börsenjournalist der Nachkriegszeit in Deutschland, der wegen des Verdachts auf Insiderhandel vor Gericht stand und erfolgreich beim Bundesgerichtshof (BGH) Revision einlegte.

## Leben
Opel ist der Sohn des langjährigen ehemaligen Bürgermeisters von Kupferberg Herbert Opel. Am Kulmbacher Markgraf-Georg-Friedrich Gymnasium legte er das Abitur ab und verpflichtete sich anschließend für zwei Jahre bei der Bundeswehr, wo er die Reserveoffizierslaufbahn durchlief.
Nach einer Ausbildung zum Bankkaufmann wechselte er 1998 von der Sparkasse Kulmbach als Redakteur zur ebenfalls in Kulmbach ansässigen Börsenmedien AG, die unter anderem das damals neue Börsenmagazin Der Aktionär auf den Markt brachte und auch heute noch verlegt. Opel war von 1999 bis Ende 2000 stellvertretender Chefredakteur dieses Magazins sowie Chefredakteur des Börsenbriefes Neuer Markt Inside und fungierte als Berater der Aktienfonds DAC Kontrast und Hauck & Aufhäuser Neuer Markt Fonds.
Opel trat in einschlägigen Fernsehsendungen auf und gab dort Anlagetipps und galt 1999 und 2000 bei interessierten Privatanlegern und institutionellen Großanlegern als Anlagespezialist und Meinungsmacher auf dem Gebiet des Neuen Marktes. Neben seiner Tätigkeit als Chefredakteur beriet er über die von Bernd Förtsch gegründete Gesellschaft für Börsenkommunikation mbh (GFBK) mehrere Aktienfonds, unter anderem den DAC-Kontrast-Universal-Fonds (Anlagevolumen in der Spitze: 472 Millionen Euro) und den H & A Lux DAC Neuer-Markt-Fonds (Anlagevolumen in der Spitze: 50 Millionen Euro). Beide Fonds investierten vorwiegend in Unternehmen des Neuen Marktes.
2003 erwarb Opel das älteste Deutsche Männermagazin ER, welches er 2005 wieder veräußerte. Im selben Jahr gründete er die Börsenbriefe Pennystockraketen, Trendraketen und Rohstoffraketen, die über seine Firma Orsus Consult GmbH vertrieben wurden. Im Laufe der Jahre wurden diverse Börsenbriefe von ihm übernommen, neu aufgelegt und auch wieder vom Markt genommen, unter anderem Rohstoff-Spiegel, Blockchainraketen, CompanyMaker und Mein Elektriker fährt einen Porsche.
Nachdem Opel im Oktober 2000 verhaftet und auf Kaution freigelassen worden war, stand er 2002 wegen des Verdachts auf Insiderhandel vor Gericht und wurde zu einem Jahr Haft auf Bewährung verurteilt. Nachdem er erfolgreich beim BGH Revision einlegelegt hatte, schrieb das Urteil Rechtsgeschichte, da es erstmals festlegte, wie das „Scalping“ von Aktien rechtlich zu ahnden ist. Der BGH-Senatsvorsitzende Armin Nack stellte 2003 klar, dass es in dem Prozess allein um Opels Tätigkeit als Anlageberater für Aktienfonds ging, nicht um seine Empfehlungen, die er als Journalist und anerkannter Experte für den Neuen Markt an Kleinanleger gegeben hatte. 2012 stand Opel nochmals vor Gericht als Mitbeschuldigter im Fall „De Beira Goldfields“. Er wurde zu einer Bewährungsstrafe und 350.000 Euro verurteilt.
Opel ist aktuell hauptsächlich als Investor im Immobilien-, Rohstoff- und Explorationsbereich tätig und taucht privat ab und zu als Spender und Unterstützer von Schulen im Raum Bayreuth/Kulmbach auf. Auf Youtube gab er diverse Interviews mit dem ehemaligen n-tv-Börsenjournalisten Michael Mross. Dabei vertritt er unter anderem die These des Crack-Up-Booms (Katastrophenhausse) an den Börsen und sieht eine „Lirarisierung“ des Euro.

## Privates
Im Jahr 2024 heiratete er seine Frau Karina bei einer Expeditionskreuzfahrt in der Antarktis.